# Joachim (biskup nowogrodzki)
Joachim (zm. 1030 w Nowogrodzie Wielkim) – według prawosławnej tradycji pierwszy chrześcijański biskup nowogrodzki.
Według tradycji Joachim przyjął chirotonię biskupią w Konstantynopolu, zaś do Kijowa przybył w 991, razem z metropolitą kijowskim Leoncjuszem. W Nowogrodzie miał działać już w roku następnym, konsekwentnie prowadząc chrystianizację miejscowej ludności i walcząc z kultami pogańskimi. Znał język słowiański. Wzniósł sobór Mądrości Bożej w Nowogrodzie (992) oraz cerkiew św. Joachima i Anny (995) w tym samym mieście, powołał do życia pierwszą szkołę, w której naukę czytania i pisania, katechizmu i język greckiego pobierało 300 dzieci znaczących obywateli miasta oraz kapłanów.
Joachim nosił przydomek Korsunianin, który może oznaczać, iż pochodził z zamieszkiwanego przez Greków miasta Korsuń na Krymie, lub też, że sprawował w tym mieście urząd biskupi przed wyjazdem do Nowogrodu.
Joachim zmarł w 1030 i został pochowany w cerkwi św. Joachima i Anny w Nowogrodzie. W 1699 miała miejsce translacja jego relikwii, które wystawiono do kultu w soborze Mądrości Bożej. Kanonizowany; jego pamięć wspominana się 10 lutego i 4 października (według kalendarza juliańskiego).